# Lomený oblouk
Lomený oblouk (zvaný též hrotitý oblouk) je architektonický prvek, typický zejména pro gotiku. Do francouzské gotiky se dostal z Burgundska a nahradil po staletí používané nelomené oblouky, které najdeme například v románském slohu, v raně křesťanském stavitelství a v byzantské architektuře. Nelomené neboli valené oblouky mohou být různé, mohou mít např. tvar půlkruhu nebo podkovy (mozarabské Španělsko).

## První výskyt
Lomený oblouk se v architektuře objevil již před vznikem gotiky. Tento prvek burgundské románské architektury sloučil jako první s normandskými stavebními prvky (žebrové klenby) opat Suger v chóru bývalého benediktinského opatského kostela Saint-Denis (r. 1140 až 1144), takže je považován za „tvůrce gotiky“. V této době byly církevní stavby těžkopádné a robustní, stabilitu zajišťovaly mohutné zdi a tomu odpovídající „rozkročené“ a hmotou hodně zaplněné oblouky, opírající se hlavně o mohutné pilíře o velkém průřezu.

## Rozšíření

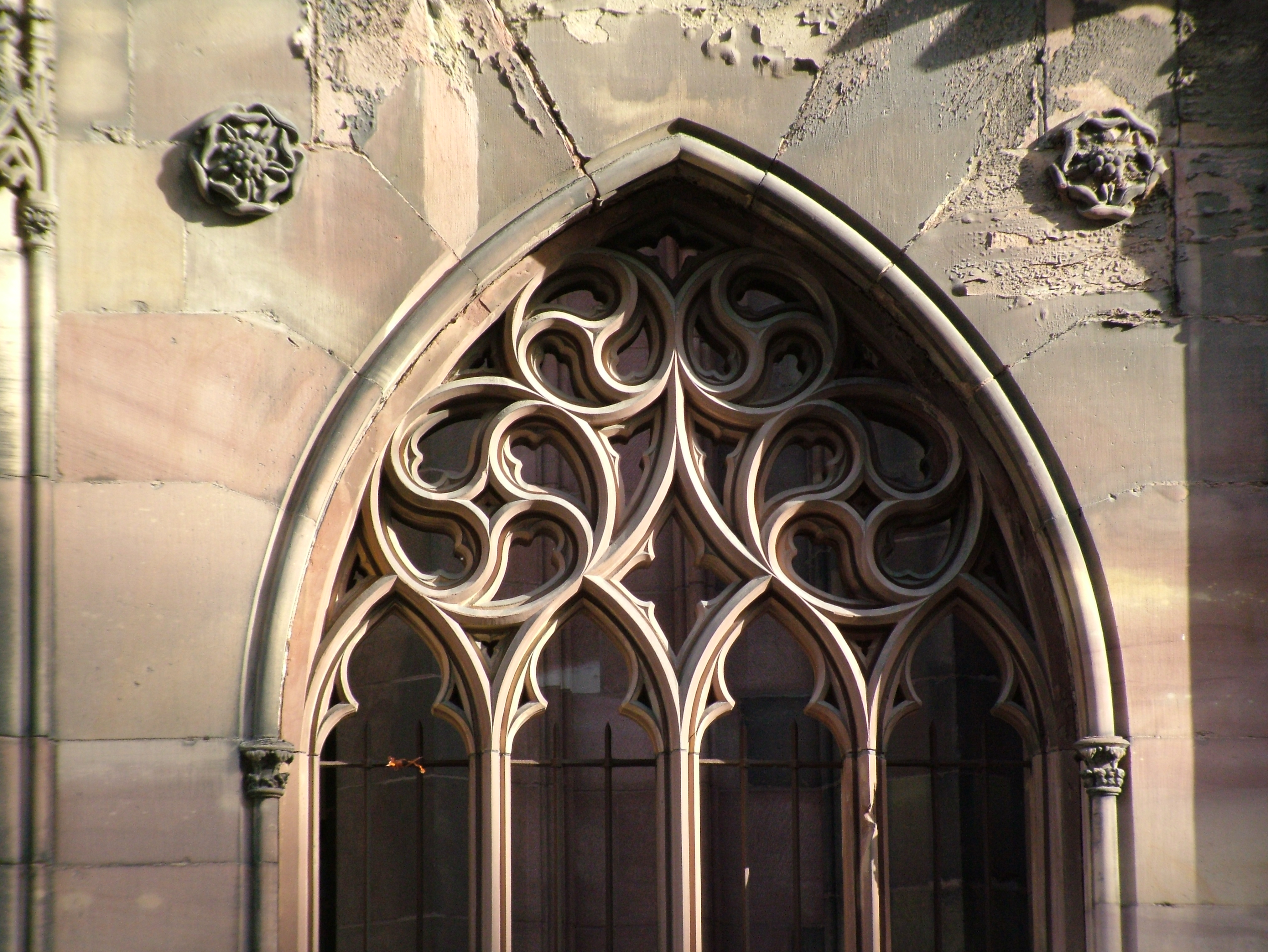
Gotický lomený oblouk na katedrále ve Štrasburku

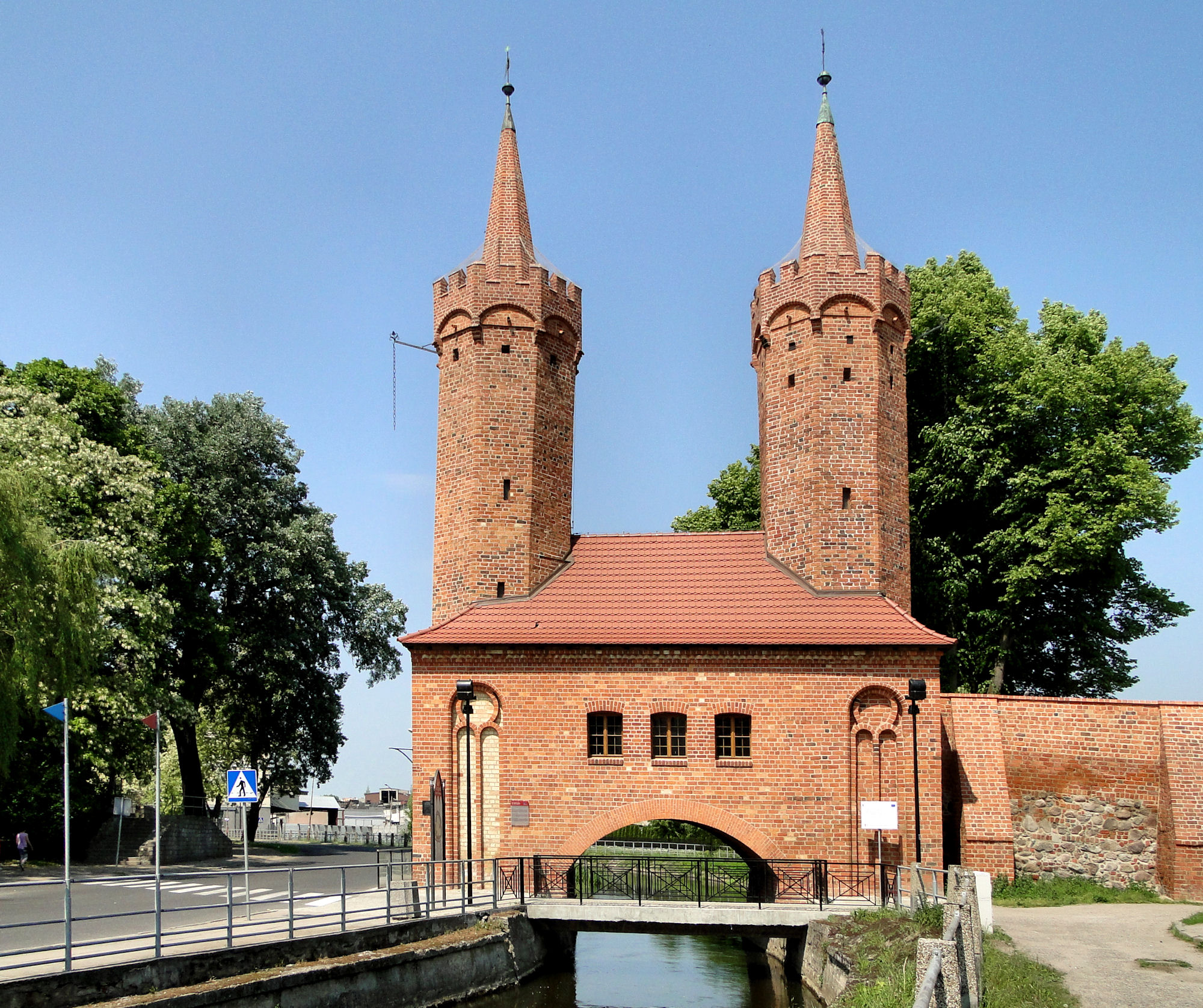
Arch v gotické městské bráně na řece Ina, Stargard, Polsko, 15. století

Po postavení nového chóru opatského kostela v Saint-Denis se tento stavební prvek stal jedním z charakteristických znaků gotických staveb. Podle vzoru tohoto kostela se začaly ve Francii budovat další katedrály a opatské kostely s využitím „nového stylu“. Některé stavby vznikly jako částečná přestavba románského chrámu, jinde se jednalo o zcela novou stavbu „na zelené louce“. Několik příkladů z raného období: Katedrála Notre-Dame v Senlis, bývalý benediktinský opatský kostel Saint-Germain-des-Prés v Paříži, bývalý benediktinský opatský kostel Saint-Remi v Remeši, kostel Notre-Dame-en-Vaux v Chalon-sur-Marne, atd. Z francouzského území se pak od konce 12. století začal tento styl rozšiřovat postupně i do dalších zemí Evropy.

## Oblasti použití
Lomený oblouk se používal jak v obvodovém zdivu (okenní otvory, vstupní portály v západním průčelí hlavní lodi a v průčelí severního a jižního transeptu), tak i v interiéru. Zde byl nejen dominantním prvkem v hlavní lodi gotického chrámu, ale objevoval se i v bočních lodích, kde většinou vytvářel vstupy do bočních kaplí. V hlavní lodi, (a většinou i v chóru) ve druhé horizontální úrovni byla vytvořena pomocí lomených oblouků linie triforia. Opticky velmi významným prvkem se stal barevnou vitráží ozdobený okenní otvor, tvořící většinou bazilikální typ osvětlení. Lomenými oblouky byly tvořeny též průchody do chórových kaplí v závěru chrámu.
Dalším místem použití lomeného oblouku u sakrálních staveb jsou klášterní budovy. Jedním z významných a umělecky mocně působících příkladů je benediktinské opatství v Mont-Saint-Michel, kteroužto stavbu sami Francouzi nazývají Merveille ("Zázrak", "Div" či "Nádherná"). O zdejší křížové chodbě kolem rajského dvora kláštera Rolf Toman píše: "Křížová chodba zcela nahoře je noblesním mistrovským dílem." 

## Vzhled a funkce
- Ke změně ve vzhledu těžkopádných staveb přispěl společně s křížovou žebrovou klenbou i lomený oblouk, který vznikl spojením dvou kruhových úsečí. Dal se libovolně tvarově měnit podle potřeb či tvaru celkové stavby a daleko lépe vyrovnával tlaky kamene do stran, „nerozšklebuje“ se totiž tolik jako půlkruh. Od půlkruhového či podkovovitého oblouku se vzhledem liší tím, že ve vrcholu oblouku, kde je styčná plocha 2 kruhových úsečí, se vytváří ostrý lom, tzn. přechod z jedné strany oblouku na druhou není plynulý. Společným vývojem jednotlivých stavebních prvků se vytvářel styl gotické architektury, u něhož došlo ke ztenčení nosného zdiva, k elegantnímu ztenčení a prodloužení sloupů, zvýšení stropu a k provzdušnění celého interiéru stavby.

- Lomené oblouky se staly hlavními stavebními prvky gotické konstrukce, nesly křížovou klenbu, která vytvářela zaklenutí prostoru a přenášela tlak žebry ve tvaru kříže na gotické sloupy. Tlak na stejné místo přenášely i čelní oblouky ve směru lodi, dělicí oblouky tvořící arkádu podél lodi a příčné lomené oblouky (tvořící klenební pas napříč lodí). Oblouk se většinou opírá o hlavu sloupu či pilíře, který bývá různě zdoben. Do stejného místa se většinou opírají i žebra klenby, někdy se opírají o konzoli zabudovanou ve zdi a v gotice velice často končí kolmo k podlaze vedle hlavy hlavního sloupu a opírají se o přípory.

- Jelikož se lomený oblouk skládá ze dvou kruhových výsečí, je možné jejich poloměr měnit tak, že se zachová výška lomeného oblouku, ale šířka jednotlivých oblouků bude různá. Tím je dána možnost překlenout různě široké otvory, přičemž pas oblouků bude mít pořád stejnou výšku.